# Danmark-Norges kolonier
Danmark-Norges kolonier var i huvudsak de kolonier Norge fört med sig i Kalmarunionen, det vill säga Grönland, Island och Färöarna. Under 1600-talet tillkom även Trankebar i Indien, Ghana i Afrika samt öarna St. Thomas, St. John och St. Croix i Karibien. Det var Kristian IV som påbörjade denna kolonisering. Dessa kolonier skulle komma att ge Danmark-Norge stora inkomster.
När Norge lämnade unionen 1814 tog Danmark över kolonierna, även de som tidigare varit norska. Besittningarna i Ghana och Indien såldes till Storbritannien i slutet av 1800-talet, medan öarna i Karibien såldes till USA 1917.